# Conocybe
Conocybe is een geslacht van schimmels behorend tot de familie Bolbitiaceae. De typesoort is het kaneelkleurig breeksteeltje (Conocybe tenera). De nitrofiele saprobionten zijn te vinden op gazons, in weiden, tuinen of op mest en ze zijn vrij zeldzaam in bossen.

## Kenmerken
Het geslacht bestaat grotendeels uit zeer kleine tot kleine, slanke en breekbare paddenstoelen zonder sluier. Hun dunne, gladde hoed is 0,3–7 cm breed, kegel- tot klokvormig en heeft een witachtige, gele, lichtbeige of oker- tot roestbruine kleur. Bij vochtigheid komen de bruintinten sterker naar voren, wat men hygrofaan noemt.  De lamellen zijn aangehecht tot vrijstaand en eerst okerkleurig, maar bij rijping van de sporen meestal bleek roestbruin. De randen van de lamellen zijn lichter, vaak vlokkig en getand tot ingekerfd. Het sporenpoeder is kaneel- tot roestbruin. De witte tot bruine steel is dun, stevig, 15 tot 140 mm lang en 0,5 tot 12 mm breed, en heeft zelden een knol van 14 mm breed. Een velum partiale of ring ontbreekt. Het vruchtvlees is zacht, breekbaar en zelden gekleurd. De smaak is meestal mild.
De meestal gladde sporen zijn elliptisch, amandel- tot citroenvormig of zeshoekig en zijn 4,5-20 µm lang en 3-10 µm breed.  Bij vertegenwoordigers van de ondersoort Ochromarasmius hebben ze ook lage, ronde wratjes. De inamyloïde sporen zijn dikwandig en hebben meestal aan de top een duidelijke kiempore. Bij de twee- tot viersporige basidia kunnen aan de basis gespen gevormd of afwezig zijn, wat typerend is voor de soort. Terwijl pleurocystidia afwezig zijn, zijn de geslachtskenmerkende cheilocystidia altijd aanwezig op de lamellaire randen. Ze worden "lecythiform" genoemd omdat ze, met het hoofd naar boven, eruitzien als de vaasachtige vaten waarin de oude Grieken hun olijfolie bewaarden. Sommige mycologen vergelijken de cellen ook met (bowling)kegels.
Er is een monomitisch hyfensysteem, dat wil zeggen, het bestaat alleen uit hyfen van dezelfde soort. Afhankelijk van de soort kunnen de hyfen ook gespen hebben of missen. De cellulaire hoedhuid (pileipellis) is een hymeniderm of ixohymeniderm en bestaat uit ronde tot peervormige cellen. De lamellaire trama is regelmatig.

## Verspreiding
De soorten komen voor in Europa, Azië, Noord-Afrika en in heel Amerika, vooral in de VS en Canada. Ze groeien het liefst op grasrijke gebieden zoals weilanden, bermen of weiden, maar ook op mest. Lichte loofbossen bieden ook gunstige groeiomstandigheden.

## Soorten
In Nederland komen de volgende soorten voor:
| Soortnaam                                          | Sporenmaat (μm)                                                                                  |
| -------------------------------------------------- | ------------------------------------------------------------------------------------------------ |
| Conocybe aberrans (Bepoederd breeksteeltje)        | 7–9 × 4–5 (4-sporig)                                                                             |
| Conocybe alboradicans (Wortelend breeksteeltje)    | 11-17,5 × 7-11 (2-sporig)                                                                        |
| Conocybe ambigua (Gazonbreeksteeltje)              | 10,5-15,5 × 5,5-7,5 (2-sporig)                                                                   |
| Conocybe anthracophila (Brandplekbreeksteeltje)    | (9,0) 9,5-12,5 (13,5) × (5,5) 6,0-7,5 (8,5) (2 en 4-sporig)                                      |
| Conocybe antipus (Boorvoetbreeksteeltje)           | 7,5-10,5 × 5,5-8,5 × 5,0-6,0 (4-sporig)                                                          |
| Conocybe apala (Bolhoedbreeksteeltje)              | 9,0-14,5 × 6,0-8,5 × 5,5-8,0 (4-sporig)                                                          |
| Conocybe aporos (Voorjaarsbreeksteeltje)           | 7,3-8,4 (9,3) × 4,2-4,8 (5,0) (4-sporig, soms 2-sporig)                                          |
| Conocybe arrhenii (Geringd breeksteeltje)          | 7–8,5 × 4-4,5 (4-sporig)                                                                         |
| Conocybe aurea (Gouden breeksteeltje)              | 9,0-14,0 × 5,5-8,0 (4-sporig)                                                                    |
| Conocybe bispora (Citroensporig breeksteeltje)     | 9,0-13,0 (14,5) × 5,0-7,5 (4-sporig)                                                             |
| Conocybe bisporigera (Tweesporig breeksteeltje)    | 14-17 × 7,5-8,5 (2-sporig)                                                                       |
| Conocybe brachypodii (Kleinsporig breeksteeltje)   | 7,0-9,5 × 4,0-5,5 (4-sporig)                                                                     |
| Conocybe brunneidisca (Paardenvijgbreeksteeltje)   | 12,5–19,5 × 7–11,5                                                                               |
| Conocybe cettoiana (Witwortelbreeksteeltje)        | 8,5-11,5 × 5-6,5 (4-sporig)                                                                      |
| Conocybe dumetorum (Dwergbreeksteeltje)            | 4,0-7,0 × 3,0-4,0 (4-sporig)                                                                     |
| Conocybe dunensis (Duinbreeksteeltje)              | 10,5-14,5 × 6,5-8,5 (4-sporig)                                                                   |
| Conocybe echinata (Donker breeksteeltje)           | 7,0-9,0 × 4,0-5,0 (4-sporig)                                                                     |
| Conocybe enderlei (Oranjebruin breeksteeltje)      | 7,5–9 × 4,5–5 (4-sporig)                                                                         |
| Conocybe farinacea (Melig breeksteeltje)           | 11,0-17,0 × 7,0-10,5 (vooral 4-sporig)                                                           |
| Conocybe fimetaria (Wortelend mestbreeksteeltje)   | 9,5-15,0 × 5,5-7,5 (4-sporig)                                                                    |
| Conocybe fuscimarginata (Compostbreeksteeltje)     | 10-12.8 (13,5) × 6-7,8 (vooral 4-sporig)                                                         |
| Conocybe hornana (Beursbreeksteeltje)              | 12–15 × 7–9 (4 sporig)                                                                           |
| Conocybe incarnata (Vleeskleurig breeksteeltje)    | 7,5-10,0 × 4,0-5,5 (4-sporig)                                                                    |
| Conocybe inocybeoides (Knollig breeksteeltje)      | 10,5-20 × 6,5-11 (2-sporig)                                                                      |
| Conocybe intrusa (Reuzenbreeksteel)                | 5,0-8,0 × 3,5-5,5 (4-sporig)                                                                     |
| Conocybe juniana (Tuinbreeksteeltje)               | 8,5-12,0 × 5,0-7,5 (4-sporig)                                                                    |
| Conocybe macrocephala (Parkbreeksteeltje)          | 8,0-10,5 × 4,0-5,5 (4-sporig)                                                                    |
| Conocybe macrospora (Wimperbreeksteeltje)          | 13,5-21,0 × 7,5-11,0 (2-sporig)                                                                  |
| Conocybe magnispora (Okergeel mestbreeksteeltje)   | 13–18,5 × 8–10 (4-sporig)                                                                        |
| Conocybe mesospora (Weidebreeksteeltje)            | (6,5) 7,5-10 (11) × (4) 4,5-5,7 (6,5) (4-sporig)                                                 |
| Conocybe microrrhiza (Spitsvoetbreeksteeltje)      | 2-sporig: 10,0-12,0 × 7,5-8,0 × 7,0-7,5 4-sporig: 8,0-11,0 × 4,5-7,0 4-sporig: 7,0-8,5 × 4,0-5,0 |
| Conocybe microspora (Gebocheld breeksteeltje)      | 5–7,5 × 3–4,5 (4-sporig)                                                                         |
| Conocybe moseri (Grijs breeksteeltje)              | 8,5-10,5 × 6,0-8,5 × 5,0-6,5 (4-sporig, soms 2-sporig)                                           |
| Conocybe ochrostriata (Oker breeksteeltje)         | 8,5-12 × 5,0-7,0 (4-sporig)                                                                      |
| Conocybe pallidospora (Bleeksporig breeksteeltje)  | 5,5-10,0 × 3,5-5,5 (vooral 4-sporig)                                                             |
| Conocybe pilosella (Berijpt breeksteeltje)         | (4,5) 5,0-8,0 (8,5) × (3,0) 3,5-4,2 (5,5) (4-sporig)                                             |
| Conocybe pseudocrispa (Kroesplaatbreeksteeltje)    | 10,0-15,0 × 6,5-9,5 (2-sporig)                                                                   |
| Conocybe pubescens (Donzig breeksteeltje)          | 12,5-19,5 × 7,0-11,5 (4-sporig)                                                                  |
| Conocybe pulchella (Harig breeksteeltje)           | 12,0–16,0 (–17,0) × 7,0–9,5 (4-sporig)                                                           |
| Conocybe rickeniana (Roestbruin breeksteeltje)     | 7-11,5 × 3,5-5,5 (4-sporig)                                                                      |
| Conocybe rickenii (Bleek breeksteeltje)            | 11,5-19,0 × 7,0-10,5 (2-sporig)                                                                  |
| Conocybe rostellata (Bermbreeksteeltje)            | 7,0–9,0 × 4,5–5,5 (4-sporig)                                                                     |
| Conocybe semiglobata (Gewelfd breeksteeltje)       | 13–17 × 6,5–9,5 (4-sporig)                                                                       |
| Conocybe siliginea (Vaal breeksteeltje)            | 10,5-18,0 × 6,5-10,5 (2-sporig)                                                                  |
| Conocybe singeriana (Knolvoetbreeksteeltje)        | (12) 13-17 (18,5) × (7,0) 8,0-11 (4-sporig en soms 2-sporig)                                     |
| Conocybe subovalis (Dikvoetbreeksteeltje)          | 9-14 × 6-8 (4-sporig)                                                                            |
| Conocybe subpallida (Bleekbruin breeksteeltje)     | 9-13,5 × 5-5,5 (4-sporig)                                                                        |
| Conocybe subpubescens (Moerasbreeksteeltje)        | 9-16 × 5-9,5 (4-sporig)                                                                          |
| Conocybe subxerophytica (Platsporig breeksteeltje) | (8) 9,5-12 (14) × (5,5) 6,3-7,5 (9) × (4) 5-5-7 (7,5) (4-sporig)                                 |
| Conocybe tenera (Kaneelkleurig breeksteeltje)      | 9,5-12 × 5,5-7,0 (4-sporig)                                                                      |
| Conocybe velutipes (Grasbreeksteeltje)             | 11–13 × 7–8 µm (4-sporig)                                                                        |
| Conocybe watlingii (Grootsporig mestbreeksteeltje) | 14,5-18,0 × 7,5-9,5 (4-sporig)                                                                   |

volgens Index Fungorum telt het geslacht 267 soorten (peildatum maart 2023):
| Soortnaam                                          | Auteur(s)                                   | Publicatiejaar |
| -------------------------------------------------- | ------------------------------------------- | -------------- |
| Conocybe aberrans (Bepoederd breeksteeltje)        | (Kühner) Kühner                             | 1935           |
| Conocybe abjecta                                   | (Berk. & Broome) Pegler                     | 1986           |
| Conocybe acutoconica                               | Watling                                     | 1977           |
| Conocybe aeruginosa                                | Romagn.                                     | 1969           |
| Conocybe affinis                                   | Singer                                      | 1969           |
| Conocybe africana                                  | (Pegler) Watling                            | 1981           |
| Conocybe alachuana                                 | (Murrill) Hesler                            | 1981           |
| Conocybe alba                                      | Singer                                      | 1952           |
| Conocybe alboradicans (Wortelend breeksteeltje)    | Arnolds                                     | 1982           |
| Conocybe alkovii                                   | E.F. Malysheva                              | 2013           |
| Conocybe altaica                                   | (Singer) Watling                            | 1981           |
| Conocybe amazonica                                 | Singer                                      | 1989           |
| Conocybe ambigua (Gazonbreeksteeltje)              | Watling                                     | 1980           |
| Conocybe ammophila                                 | M. Lange                                    | 1957           |
| Conocybe anthracophila (Brandplekbreeksteeltje)    | Maire & Kühner ex Kühner & Watling          | 1983           |
| Conocybe anthuriae                                 | Watling & Hauskn.                           | 1997           |
| Conocybe antipus (Boorvoetbreeksteeltje)           | (Lasch) Kühner                              | 1935           |
| Conocybe apala (Bolhoedbreeksteeltje)              | (Fr.) Arnolds                               | 2003           |
| Conocybe aporos (Voorjaarsbreekteeltje)            | Kits van Wav.                               | 1970           |
| Conocybe arrhenii (Geringd breeksteeltje)          | (Fr.) Kits van Wav.                         | 1970           |
| Conocybe atkinsonii                                | Watling                                     | 1981           |
| Conocybe aurea (Gouden breeksteeltje)              | (Jul. Schäff.) Hongo                        | 1963           |
| Conocybe australis                                 | (Singer) Watling                            | 1981           |
| Conocybe austrofilaris                             | (Singer) Watling                            | 1981           |
| Conocybe bicolor                                   | Watling                                     | 1973           |
| Conocybe bispora (Citroensporig breeksteeltje)     | (Singer) Hauskn.                            | 1998           |
| Conocybe bisporigera (Tweesporig breeksteeltje)    | (Hauskn. & Krisai) Arnolds                  | 2003           |
| Conocybe brachypodii (Kleinsporig breeksteeltje)   | (Velen.) Hauskn. & Svrček                   | 1999           |
| Conocybe brunnea                                   | J.E. Lange & Kühner ex Watling              | 1971           |
| Conocybe brunneidisca (Paardenvijgbreeksteeltje)   | (Murrill) Hauskn.                           | 2007           |
| Conocybe brunneoaurantiaca                         | K.A. Thomas, Hauskn. & Manim.               | 2001           |
| Conocybe brunneola                                 | Kühner ex Kühner & Watling                  | 1982           |
| Conocybe bulbifera                                 | (Kauffman) Romagn.                          | 1944           |
| Conocybe caeruleobasis                             | Tkalčecc, Mešić & Hauskn.                   | 2009           |
| Conocybe caespitosa                                | (Murrill) Watling                           | 1977           |
| Conocybe candida                                   | (Cooke & Massee) Watling                    | 1977           |
| Conocybe capillaripes                              | (Peck) Watling                              | 1977           |
| Conocybe cartilaginipes                            | Watling                                     | 1973           |
| Conocybe cettoiana (Witwortelbreeksteeltje)        | Hauskn. & Enderle                           | 1992           |
| Conocybe confundens                                | E.F. Malysheva                              | 2017           |
| Conocybe coniferarum                               | E.F. Malysheva                              | 2017           |
| Conocybe connata                                   | Hauskn.                                     | 2010           |
| Conocybe coprophila                                | (Kühner) Kühner                             | 1935           |
| Conocybe corneri                                   | Watling                                     | 1979           |
| Conocybe crispa                                    | (Longyear) Singer                           | 1951           |
| Conocybe crispella                                 | (Murrill) Singer                            | 1950           |
| Conocybe curta                                     | (G.F. Atk.) Watling                         | 1981           |
| Conocybe cylindracea                               | Maire & Kühner ex Singer                    | 1959           |
| Conocybe cylindrospora                             | T. Bau & J. Liu                             | 2018           |
| Conocybe daamsii                                   | Hauskn.                                     | 2009           |
| Conocybe deliquescens                              | Hauskn. & Krisai                            | 2006           |
| Conocybe dennisii                                  | Hauskn.                                     | 2002           |
| Conocybe dentatomarginata                          | Watling                                     | 1980           |
| Conocybe diemii                                    | Singer                                      | 1969           |
| Conocybe discorosea                                | E. Horak, Hauskn. & Desjardin               | 2002           |
| Conocybe dubia                                     | Ballero & Contu                             | 1992           |
| Conocybe dumetorum (Dwergbreeksteeltje)            | (Velen.) Svrček                             | 1956           |
| Conocybe dunensis (Duinbreeksteeltje)              | T.J. Wallace                                | 1960           |
| Conocybe ealaensis                                 | (Beeli) Watling                             | 1973           |
| Conocybe echinata (Donker breeksteeltje)           | (Velen.) Singer                             | 1989           |
| Conocybe echinospora                               | Murrill                                     | 1912           |
| Conocybe elegans                                   | Watling                                     | 1983           |
| Conocybe enderlei (Oranjebruin breeksteeltje)      | Hauskn.                                     | 2001           |
| Conocybe estevei                                   | Hauskn.                                     | 2011           |
| Conocybe exannulata                                | Kühner & Watling                            | 1980           |
| Conocybe excedens                                  | Kühner & Watling                            | 1983           |
| Conocybe farinacea (Melig breeksteeltje)           | Watling                                     | 1964           |
| Conocybe fibrillosipes                             | Watling                                     | 1971           |
| Conocybe filaris                                   | (Fr.) Kühner                                | 1935           |
| Conocybe filipes                                   | (G.F. Atk.) Kühner                          | 1935           |
| Conocybe fimetaria (Wortelend mestbreeksteeltje)   | Watling                                     | 1986           |
| Conocybe fimicola                                  | Watling                                     | 1971           |
| Conocybe fiorii                                    | (D. Sacc.) Watling                          | 1981           |
| Conocybe flexipes                                  | Watling                                     | 1971           |
| Conocybe fracticeps                                | (Pat. & Demange) Zhu L. Yang                | 2000           |
| Conocybe fragilis                                  | (Peck) Singer                               | 1950           |
| Conocybe fuscimarginata (Compostbreeksteeltje)     | (Murrill) Singer                            | 1969           |
| Conocybe gigasperma                                | Enderle & Hauskn.                           | 1992           |
| Conocybe glabra                                    | (Murrill) Watling                           | 1977           |
| Conocybe gracilis                                  | Hauskn.                                     | 2009           |
| Conocybe graminis                                  | Hauskn.                                     | 1996           |
| Conocybe hadrocystis                               | (Kits van Wav.) Watling                     | 1980           |
| Conocybe haglundii                                 | Hauskn.                                     | 2001           |
| Conocybe halophila                                 | Singer                                      | 1959           |
| Conocybe hausknechtii                              | E.F. Malysheva                              | 2013           |
| Conocybe hebelomatoides                            | Middelh. & Reijnders                        | 1952           |
| Conocybe herbarum                                  | Hauskn.                                     | 1996           |
| Conocybe herinkii                                  | Svrček                                      | 1996           |
| Conocybe hexagonospora                             | Métrod ex Hauskn. & Enderle                 | 1993           |
| Conocybe hololeuca                                 | (Hauskn.) E. Ludw.                          | 2007           |
| Conocybe horakii                                   | Watling & G.M. Taylor                       | 1987           |
| Conocybe hornana (Beursbreeksteeltje)              | Singer & Hauskn.                            | 1989           |
| Conocybe huijsmanii                                | Watling                                     | 1983           |
| Conocybe humicola                                  | (Thiers) Hauskn., Krisai & Voglmayr         | 2004           |
| Conocybe incarnata (Vleeskleurig breeksteeltje)    | (Jul. Schäff.) Hauskn. & Arnolds            | 2003           |
| Conocybe incerta                                   | E.F. Malysheva                              | 2017           |
| Conocybe ingridiae                                 | Hauskn.                                     | 2009           |
| Conocybe inocybeoides (Knollig breeksteeltje)      | Watling                                     | 1980           |
| Conocybe inopinata                                 | Hauskn. & Contu                             | 2007           |
| Conocybe intermedia                                | Kühner                                      | 1935           |
| Conocybe intrusa (Reuzenbreeksteel)                | (Peck) Singer                               | 1950           |
| Conocybe izonetae                                  | Singer                                      | 1989           |
| Conocybe javanica                                  | Singer                                      | 1989           |
| Conocybe juncicola                                 | Hauskn.                                     | 2001           |
| Conocybe juniana (Tuinbreeksteeltje)               | (Velen.) Hauskn. & Svrček                   | 1999           |
| Conocybe karinae                                   | Gubitz & Hauskn.                            | 2008           |
| Conocybe keniensis                                 | Pegler                                      | 1977           |
| Conocybe khasiensis                                | (Berk.) Watling                             | 1981           |
| Conocybe lenticulospora                            | Watling                                     | 1980           |
| Conocybe lentispora                                | Singer                                      | 1950           |
| Conocybe leporina                                  | (Velen.) Singer                             | 1988           |
| Conocybe leptospora                                | Zschiesch.                                  | 1989           |
| Conocybe leucopus                                  | Kühner ex Kühner & Watling                  | 1983           |
| Conocybe lirata                                    | (Berk. & M.A. Curtis) Murrill               | 1912           |
| Conocybe lobauensis                                | Singer & Hauskn.                            | 1988           |
| Conocybe locellina                                 | (Murrill) Watling                           | 1977           |
| Conocybe macrocephala (Parkbreeksteeltje)          | Kühner & Watling                            | 1980           |
| Conocybe macrorhina                                | (Speg.) Singer                              | 1951           |
| Conocybe macrorhiza                                | (Speg.) Singer                              | 1952           |
| Conocybe macrospora (Wimperbreeksteeltje)          | (G.F. Atk.) Hauskn.                         | 2003           |
| Conocybe magnispora (Okergeel mestbreeksteeltje)   | (Murrill) Singer                            | 1950           |
| Conocybe mairei                                    | Kühner ex Watling                           | 1977           |
| Conocybe mandshurica                               | E.F. Malysheva                              | 2013           |
| Conocybe marginata                                 | Watling & H.E. Bigelow                      | 1983           |
| Conocybe megalospora                               | (Jul. Schäff.) Singer                       | 1951           |
| Conocybe merdaria                                  | Arnolds & Hauskn.                           | 2003           |
| Conocybe mesospora (Weidebreeksteeltje)            | Kühner ex Watling                           | 1980           |
| Conocybe mexicana                                  | (Murrill) Watling                           | 1981           |
| Conocybe michiganensis                             | (A.H. Sm.) Watling                          | 1975           |
| Conocybe microgranulosa                            | Batyrova                                    | 1985           |
| Conocybe microrrhiza (Spitsvoetbreeksteeltje)      | Hauskn.                                     | 1999           |
| Conocybe microsperma                               | Singer                                      | 1992           |
| Conocybe microspora (Gebocheld breeksteeltje)      | (Velen.) Dennis                             | 1953           |
| Conocybe minima                                    | Singer & Hauskn.                            | 1992           |
| Conocybe minuta                                    | (Sacc.) Singer                              | 1950           |
| Conocybe missionum                                 | Singer                                      | 1952           |
| Conocybe mitrispora                                | Watling                                     | 1994           |
| Conocybe mixta                                     | Singer                                      | 1952           |
| Conocybe mixtus                                    | Watling                                     | 1973           |
| Conocybe monikae                                   | Hauskn.                                     | 2003           |
| Conocybe morenoi                                   | Raithelh.                                   | 1990           |
| Conocybe moseri (Grijs breeksteeltje)              | Watling                                     | 1980           |
| Conocybe murinacea                                 | Watling                                     | 1980           |
| Conocybe mutabilis                                 | Watling                                     | 1983           |
| Conocybe myosura                                   | Singer                                      | 1989           |
| Conocybe naviculospora                             | Hauskn.                                     | 2009           |
| Conocybe nemoralis                                 | Harmaja                                     | 1979           |
| Conocybe neoantipus                                | (G.F. Atk.) Singer                          | 1936           |
| Conocybe nigrescens                                | Hauskn. & Gubitz                            | 2006           |
| Conocybe nigrodisca                                | Hauskn. & Krisai                            | 1992           |
| Conocybe nitrophila                                | (Hauskn.) Yen W. Wang & S.S. Tzean          | 2015           |
| Conocybe nivea                                     | (Massee) Watling                            | 1981           |
| Conocybe nodulosospora                             | (Hongo) Watling                             | 1976           |
| Conocybe novae-zelandiae                           | Watling & G.M. Taylor                       | 1987           |
| Conocybe obliquopora                               | Hauskn. & Kalamees                          | 2009           |
| Conocybe obscura                                   | Watling                                     | 1973           |
| Conocybe obscurus                                  | Watling                                     | 1973           |
| Conocybe ochracea                                  | (Kühner) Singer                             | 1959           |
| Conocybe ochraceodisca                             | Watling                                     | 1973           |
| Conocybe ochraceodiscus                            | Watling                                     | 1973           |
| Conocybe ochroalbida                               | Hauskn.                                     | 1995           |
| Conocybe ochrostriata (Oker breeksteeltje)         | Hauskn.                                     | 2005           |
| Conocybe oculispora                                | Locq.                                       | 1955           |
| Conocybe olivaceopileata                           | E.F. Malysheva                              | 2017           |
| Conocybe pallidospora (Bleeksporig breeksteeltje)  | Kühner & Watling                            | 1983           |
| Conocybe panaeoloides                              | Hauskn. & Zugna                             | 2009           |
| Conocybe papillata                                 | Hauskn. & L. Nagy                           | 2007           |
| Conocybe parapilosella                             | Siquier & Salom                             | 2020           |
| Conocybe parvula                                   | Døssing & Watling                           | 1983           |
| Conocybe percincta                                 | P.D. Orton                                  | 1960           |
| Conocybe peronata                                  | Kühner & Watling                            | 1983           |
| Conocybe peroxydata                                | (Berk.) D.A. Reid                           | 1975           |
| Conocybe phaedropis                                | (Berk. & Broome) Pegler                     | 1986           |
| Conocybe pilosella (Berijpt breeksteeltje)         | (Pers.) Kühner                              | 1935           |
| Conocybe pinetorum                                 | Watling, Esteve-Rav. & G. Moreno            | 1986           |
| Conocybe pinguis                                   | Watling                                     | 1971           |
| Conocybe pragensis                                 | Hauskn.                                     | 1999           |
| Conocybe praticola                                 | E.F. Malysheva                              | 2017           |
| Conocybe procera                                   | (Singer) Watling                            | 1981           |
| Conocybe proxima                                   | Singer                                      | 1952           |
| Conocybe pseudocrispa (Kroesplaatbreeksteeltje)    | (Hauskn.) Arnolds                           | 2003           |
| Conocybe pseudopubescens                           | K.A. Thomas, Hauskn. & Manim.               | 2001           |
| Conocybe pubescens (Donzig breeksteeltje)          | (Gillet) Kühner                             | 1935           |
| Conocybe pulchella (Harig breeksteeltje)           | (Velen.) Hauskn. & Svrček                   | 1999           |
| Conocybe pulchra                                   | (Clem.) Kühner                              | 1935           |
| Conocybe punjabensis                               | A. Izhar, H. Bashir & Khalid                | 2019           |
| Conocybe pusilla                                   | (Quél.) Romagn.                             | 1937           |
| Conocybe pygmaeoaffinis                            | (Fr.) Kühner                                | 1935           |
| Conocybe radicans                                  | K.A. Thomas, Hauskn. & Manim.               | 2001           |
| Conocybe radicata                                  | Singer                                      | 1953           |
| Conocybe raphanaceus                               | Watling                                     | 1973           |
| Conocybe reinwaldii                                | Hauskn. & Zugna                             | 2009           |
| Conocybe reticulata                                | (Murrill) Watling                           | 1977           |
| Conocybe reticulatorugosa                          | Singer                                      | 1952           |
| Conocybe rhizophora                                | Hauskn.                                     | 2009           |
| Conocybe rickeniana (Roestbruin breeksteeltje)     | P.D. Orton                                  | 1960           |
| Conocybe rickenii (Bleek breeksteeltje)            | (Jul. Schäff.) Kühner                       | 1935           |
| Conocybe robertii                                  | Singer & Hauskn.                            | 1992           |
| Conocybe romagnesii                                | Hauskn. & G. Moreno                         | 2005           |
| Conocybe roseipes                                  | Hauskn.                                     | 1995           |
| Conocybe rostellata (Bermbreeksteeltje)            | (Velen.) Hauskn. & Svrček                   | 1999           |
| Conocybe rugispora                                 | E.F. Malysheva                              | 2013           |
| Conocybe rugosa                                    | (Peck) Watling                              | 1981           |
| Conocybe ruizlealii                                | (Singer) Watling                            | 1981           |
| Conocybe sabulicola                                | Hauskn. & Enderle                           | 1992           |
| Conocybe semidesertorum                            | Hauskn. & Kalamees                          | 2009           |
| Conocybe semiglobata (Gewelfd breeksteeltje)       | Kühner & Watling                            | 1980           |
| Conocybe serrata                                   | T. Bau & J. Liu                             | 2018           |
| Conocybe siennophylla                              | (Berk. & Broome) Singer ex Chiari & Papetti | 2016           |
| Conocybe siliginea (Vaal breeksteeltje)            | (Fr.) Kühner                                | 1935           |
| Conocybe siligineoides                             | R. Heim                                     | 1957           |
| Conocybe singeriana (Knolvoetbreeksteeltje)        | Hauskn.                                     | 1998           |
| Conocybe solitaria                                 | K.A. Thomas, Hauskn. & Manim.               | 2001           |
| Conocybe sonderiana                                | (Berk.) Kits van Wav.                       | 1995           |
| Conocybe spartea                                   | (Fr.) Konrad & Maubl.                       | 1949           |
| Conocybe spicula                                   | (Lasch) Kühner                              | 1935           |
| Conocybe spiculoides                               | Kühner & Watling                            | 1980           |
| Conocybe spinulosa                                 | Hauskn. & Krisai                            | 1998           |
| Conocybe stercoraria                               | Watling                                     | 1971           |
| Conocybe stictospora                               | Singer                                      | 1989           |
| Conocybe striatipes                                | (Speg.) Singer                              | 1952           |
| Conocybe striipes                                  | (Cooke) S. Lundell                          | 1953           |
| Conocybe subcrispa                                 | (Murrill) Singer                            | 1950           |
| Conocybe subleiospora                              | Hauskn.                                     | 2009           |
| Conocybe subovalis (Dikvoetbreeksteeltje)          | Kühner & Watling                            | 1980           |
| Conocybe subpallida (Bleekbruin breeksteeltje)     | Enderle                                     | 1991           |
| Conocybe subpubescens (Moerasbreeksteeltje)        | P.D. Orton                                  | 1960           |
| Conocybe subvelata                                 | Singer                                      | 1950           |
| Conocybe subverrucispora                           | J. Veselský & Watling                       | 1972           |
| Conocybe subxerophytica (Platsporig breeksteeltje) | Singer & Hauskn.                            | 1992           |
| Conocybe sulcatipes                                | (Peck) Kühner                               | 1935           |
| Conocybe tenera (Kaneelkleurig breeksteeltje)      | (Schaeff.) Kühner                           | 1935           |
| Conocybe tenerrima                                 | Singer                                      | 1952           |
| Conocybe tetraspora                                | Singer                                      | 1969           |
| Conocybe tetrasporoides                            | Hauskn.                                     | 2003           |
| Conocybe thermophila                               | Hauskn., Mešić & Tkalčecc                   | 2007           |
| Conocybe tortipes                                  | (Sacc.) Watling                             | 1981           |
| Conocybe tucumana                                  | (Singer) Watling                            | 1981           |
| Conocybe turkestanica                              | (P. Karst.) E.F. Malysheva                  | 2018           |
| Conocybe tuxtlaensis                               | Singer                                      | 1989           |
| Conocybe typhicola                                 | (Henn.) Schweers                            | 1941           |
| Conocybe umbellula                                 | (Mont.) Singer                              | 1962           |
| Conocybe umbonata                                  | (Massee) Watling                            | 1966           |
| Conocybe uralensis                                 | Hauskn., Knudsen & Mukhin                   | 2009           |
| Conocybe urticae                                   | (Velen.) Singer                             | 1986           |
| Conocybe utricystidiata                            | (Enderle & H.-J. Hübner) Somhorst           | 2013           |
| Conocybe utriformis                                | P.D. Orton                                  | 1960           |
| Conocybe vaginata                                  | Watling                                     | 1979           |
| Conocybe velata                                    | (Velen.) Watling                            | 2004           |
| Conocybe velutinomarginata                         | Hauskn. & Zugna                             | 2009           |
| Conocybe velutipes (Grasbreeksteeltje)             | (Velen.) Hauskn. & Svrček                   | 1999           |
| Conocybe verrucispora                              | (Singer) Watling                            | 1981           |
| Conocybe vestita                                   | (Fr.) Kühner                                | 1935           |
| Conocybe vexans                                    | P.D. Orton                                  | 1960           |
| Conocybe villosella                                | E.F. Malysheva                              | 2013           |
| Conocybe vinaceobrunnea                            | Hauskn.                                     | 2002           |
| Conocybe viridibrunnescens                         | E. Ludw.                                    | 2007           |
| Conocybe volvata                                   | K.A. Thomas, Hauskn. & Manim.               | 2001           |
| Conocybe volvicystidiata                           | Hauskn. & Broussal                          | 2016           |
| Conocybe volviornata                               | E. Horak, Hauskn. & Desjardin               | 2002           |
| Conocybe volviradicata                             | Watling, I??lo?lu & Ba? Serm.               | 2011           |
| Conocybe watlingii (Grootsporig mestbreeksteeltje) | Hauskn.                                     | 1996           |
| Conocybe weema                                     | Grgur.                                      | 1997           |
| Conocybe xerophytica                               | Singer                                      | 1952           |
| Conocybe xylophila                                 | Singer                                      | 1969           |
| Conocybe zeylanica                                 | (Petch) Boedijn                             | 1951           |
| Conocybe zuccherellii                              | Hauskn.                                     | 2003           |